# Statue de saint Brieuc (Hillion)
La statue de Saint Brieuc de l'église Saint-Jean-Baptiste à Hillion, une commune du département des Côtes-d'Armor dans la région Bretagne en France, est une statue de saint Brieuc datant du XVIe siècle ou XVIIe siècle. La sculpture en bois peint a été inscrite monument historique au titre d'objet le 22 mars 1974.